# Sport Club Mirabello 1950
Questa voce raccoglie le informazioni riguardanti lo Sport Club Mirabello nelle competizioni ufficiali della stagione 1950.

## Maglie e sponsor
| 1ª divisa |

## Rosa
| N° | Naz.              | Ruolo | Sportivo       |  |  |  |
| -- | ----------------- | ----- | -------------- |  |  |  |
| ?  | Italia (bandiera) | P     | Citterio       |  |  |  |
| ?  | Italia (bandiera) | E     | Gezzi          |  |  |  |
| ?  | Italia (bandiera) | E     | Ghioni         |  |  |  |
| ?  | Italia (bandiera) | E     | Luigi Kullmann |  |  |  |
| ?  | Italia (bandiera) | E     | Libanore       |  |  |  |
| ?  | Italia (bandiera) | E     | Moioli I       |  |  |  |
| ?  | Italia (bandiera) | E     | Moioli II      |  |  |  |

- Allenatore: ?

## Risultati

### Serie A
- Girone di andata

| Monza | Mirabello | 3 – 13 | Triestina |  |

| Genova | Bolzanetese | 11 – 5 | Mirabello |  |

| Valdagno | Marzotto Valdagno | 3 – 2 | Mirabello |  |

| Monza | Mirabello | 4 – 8 | Monza |  |

| Valdagno | Mirabello | 6 – 2 | DLF Trieste |  |

| Novara | Novara | 7 – 6 | Mirabello |  |

| Trieste | Edera Trieste | 7 – 2 | Mirabello |  |

- Girone di ritorno

| Trieste | Triestina | 8 – 2 | Mirabello |  |

| Monza | Mirabello | 5 – 0 | Bolzanetese |  |

| Monza | Mirabello | 6 – 7 | Marzotto Valdagno |  |

| Monza | Monza | 6 – 2 | Mirabello |  |

| Trieste | DLF Trieste | 2 – 4 | Mirabello |  |

| Monza | Mirabello | 0 – 12 | Novara |  |

| Monza | Mirabello | 1 – 23 | Edera Trieste |  |

## Statistiche di squadra
| Competizione | Punti | Totale | Totale | Totale | Totale | Totale | Totale |
| Competizione | Punti | G      | V      | N      | S      | GF     | GS     |
| ------------ | ----- | ------ | ------ | ------ | ------ | ------ | ------ |
| Serie A      | 6     | 14     | 3      | 0      | 11     | 48     | 109    |
| Totale       | -     | 14     | 3      | 0      | 11     | 48     | 109    |